# Сервин, Тьяго
Тья́го Адриа́н Серви́н Агила́р (исп. Thiago Adrián Servín Aguilar; род. 5 июня 2003) — парагвайский футболист, защитник клуба «Гуарани» из Асунсьона.

## Клубная карьера
Сервин — воспитанник клуба «Гуарани». 17 октября 2022 года в матче против столичного «Насьоналя» он дебютировал в парагвайской Примере.

## Международная карьера
В 2023 году в составе молодёжной сборной Парагвая Сервин принял участие в молодёжном чемпионате Южной Америки в Колумбии. На турнире он сыграл в матчах против сборных Аргентины, Перу, Венесуэлы, Уругвая, Эквадора, а также дважды Колумбии и Бразилии.